# Zipfelwangenwanze

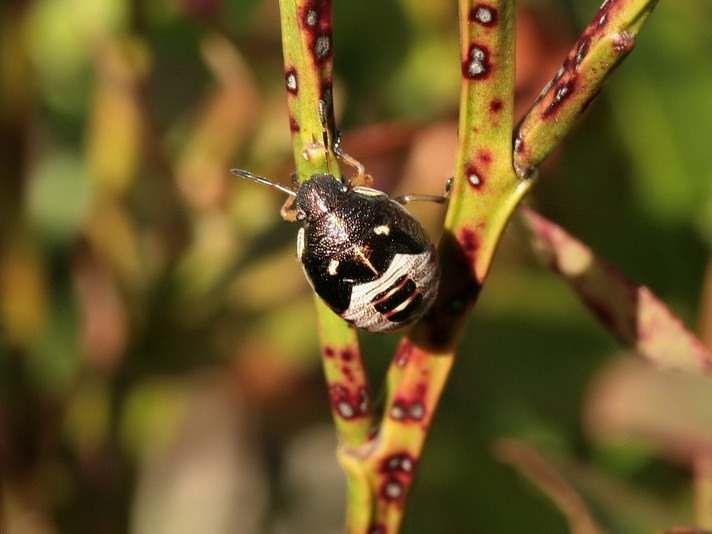
Nymphe von Rubiconia intermedia

Die Zipfelwangenwanze (Rubiconia intermedia) ist eine Wanzenart aus der Familie der Baumwanzen (Pentatomidae).

## Merkmale
Die bräunlich gefärbten Wanzen werden 6,5 bis 7,5 Millimeter lang. Die Oberfläche ist dicht schwarz punktiert. Der Kopf ist nach vorne gewölbt, wobei die beiden Wangen wie zwei stumpfe Spitzen über den Stirnkeil (Tylus) hinausragen und der Art ein charakteristisches Aussehen verleihen. Der vordere seitliche Rand des Halsschildes ist hell gefärbt. Das untere Ende des Schildchens (Scutellum) weist eine helle Umrandung auf. 

## Verbreitung
Die Art kommt in der Paläarktis vor. In Europa ist sie in Frankreich, im Benelux, sowie in Mittel- und Osteuropa vertreten. Das Verbreitungsgebiet reicht dabei vom Südfuß der Alpen (Südtirol) bis zur Ostsee. In Asien erstreckt sich das Vorkommen von Rubiconia intermedia bis in den Fernen Osten (Japan, Mongolei, Südkorea).

## Lebensweise
Zu den Futterpflanzen von Rubiconia intermedia gehören der Wald-Ziest (Stachys sylvatica) und das Schmalblättrige Weidenröschen (Chamerion angustifolium).

## Systematik
Aus der Literatur ist das folgende Synonym bekannt:
- Cydnus intermedia Wolff, 1811